# Синтетический метод
Синтетический метод (синтетическая геометрия) — подход к геометрии, в котором не используются напрямую координаты.
В основном опирается на аксиомы и инструменты, непосредственно связанные с ними.
Термин появился с возникновением аналитической геометрии.
Геометрия в «Началах» Евклида является типичным примером использования единственного на тот момент синтетического метода.
Большинство геометров XIX века отдавали предпочтение синтетическим методам, в частности в проективной геометрии и неевклидовой геометрии, при этом методы аналитической геометрии часто рассматривались как признак плохого стиля.
Синтетические методы используются и в современной дифференциальной геометрии, а именно в глобальной римановой геометрии.
Здесь место аксиом занимает определённый набор теорем римановой геометрии.
Наиболее последовательно этот подход развит в так называемой Александровской геометрии.